# Vocalese (album)
Vocalese è un album del gruppo vocale statunitense The Manhattan Transfer, pubblicato nel 1985 dalla Atlantic Records.
Nominato a 12 Grammy Award, è considerato l'album dei Manhattan Transfer più apprezzato ed elogiato dalla critica. Il disco rappresenta l'apice dell'esplorazione dello stile vocalese che il quartetto newyorkese aveva già adottato in molti dei suoi precedenti dischi, sulle orme di grandi nomi del canto jazz come Jon Hendricks e Eddie Jefferson.

## Il disco
Dopo l'incisione di Bodies and Souls i Manhattan Transfer avevano intenzione di realizzare un album "a tema". La scelta era tra il fare un disco a cappella, un disco rhythm and blues o un disco vocalese, lo stile canoro in cui le parole sono adattate a linee melodiche originariamente eseguite strumentalmente e in genere improvvisate. Il gruppo decise che l'ultima opzione era la migliore, proprio perché avrebbe permesso loro di lavorare con Jon Hendricks che ormai consideravano il loro mentore.

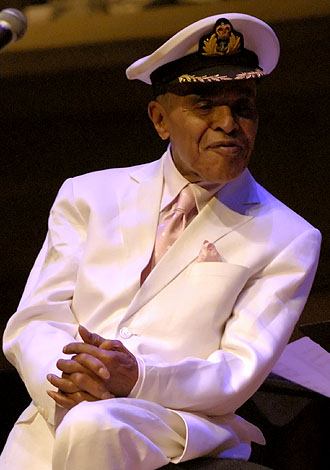
Jon Hendricks è stato uno degli inventori dello stile vocalese insieme a Eddie Jefferson.

I Manhattan Transfer e Hendricks avevano già collaborato in varie occasioni prima di Vocalese, a partire dall'incisione di Four Brothers nel 1978 il cui testo era proprio di Hendricks. Con la versione vocale di Birdland dei Weather Report, il cui testo era stato scritto anch'esso da Hendricks, i Manhattan Transfer avevano vinto il loro primo Grammy Award. La musica del gruppo era comunque sempre stata influenzata da quella del cantante, considerato uno dei maestri del jazz vocale, e da quella del trio Lambert, Hendricks and Ross di cui aveva fatto parte alla fine degli anni cinquanta.
Jon Hendricks credeva talmente al progetto Vocalese che decise di prendersi un anno sabbatico per poter lavorare con i Manhattan Transfer. Hendricks scrisse tutti i testi delle canzoni del disco, rielaborando in chiave vocalese alcuni classici e standard dello swing, dell'hard bop, del rhythm and blues e del cool jazz.
I Manhattan Transfer avevano sin dagli inizi basato l'armonia delle loro voci sulla sezione dei sassofoni dell'orchestra di Count Basie. Con Vocalese, non solo poterono suonare con quell'orchestra, ma poterono sperimentare la formula su un gruppo di brani, difficili da interpretare per qualsiasi gruppo, dando rilievo, oltreché all'armonia, soprattutto alla melodia prodotta da alcuni dei grandi solisti e improvvisatori del jazz. Pur non essendo degli improvvisatori, poiché la tecnica del vocalese adottata prevedeva di ripetere fedelmente le improvvisazioni create da altri e in una particolare versione tra quelle registrate, la sfida per il quartetto fu quella di mantenerne lo spirito e l'atmosfera.
Ai quattro Hendricks spiegò che «quando vi avvicinate ad un assolo, la cosa più importante è tornare alla fonte. Andate indietro all'origine, all'inizio, ascoltate gli strumentisti, ascoltate l'essenza di quello che i musicisti stanno tentando di esprimere con la loro musica, e questo è ciò che avete bisogno di esprimere con la vostra voce.»

## La musica
Vocalese si apre con That's Killer Joe che è la rivisitazione in chiave vocalese di Killer Joe, incisa nel 1960 dai Jazztet, gruppo hard bop capeggiato dal sassofonista tenore Benny Golson e dal trombettista Art Farmer, per il loro album Meet The Jazztet. Dei Jazztet facevano parte, oltre i due leader, il pianista McCoy Tyner, il bassista Addison Farmer, il batterista Lex Humphries e il trombonista Curtis Fuller.
Rambo è invece un classico di Count Basie composto da J. J. Johnson nel 1946. Alla registrazione dei Manhattan Transfer partecipò l'Orchestra di Count Basie nella formazione del 1985 diretta da Thad Jones che dopo la morte del leader ne aveva preso il posto. L'orchestra comprendeva anche alcuni reduci della registrazione originale, tra i quali il chitarrista Freddie Green. Ospiti d'eccezione furono il bassista Ray Brown e il batterista Grady Tate.

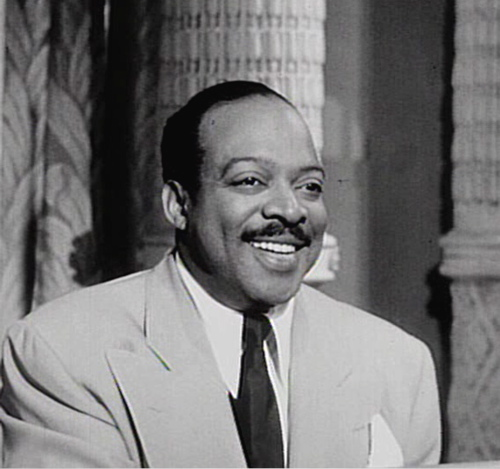
Per Vocalese era prevista una collaborazione con Count Basie che però scomparve prima che il progetto potesse essere realizzato. La sua orchestra, che ha continuato l'attività anche dopo la sua morte avvenuta nel 1984, partecipò comunque in due brani del disco, entrambi suoi vecchi cavalli di battaglia: Rambo e Blee Blop Blues.

Airegin (che nella versione dei Manhattan Transfer è a volte indicata come Airegin II) fu dedicata alla popolazione nera del Sudafrica vittima dell'apartheid. Il brano è il rifacimento della versione del trio vocalese Lambert, Hendricks & Ross del 1958 per l'album The Swingers!, a sua volta basata sulla versione strumentale di Miles Davis. Il brano originale, il cui titolo è un anagramma di "Nigeria" fu composto da Sonny Rollins nel 1954 durante la sua breve permanenza nel quintetto di Davis per l'incisione di un gruppo di brani che poi furono inclusi nell'album Bags' Groove. Davis la reincise qualche tempo dopo con il quintetto comprendente John Coltrane nella versione che fu inserita nell'album Cookin' del 1957. Nella loro versione, Lambert, Hendricks & Ross erano accompagnati dal sassofono di Zoot Sims e dal pianista Russ Freeman. I loro assoli furono reinterpretati in chiave vocalese dai Manhattan Transfer insieme alle parti vocali originali, con Jon Hendricks che reinterpretò la sua, basata sull'originale assolo di Sonny Rollins.
To You è un omaggio sia a Count Basie che a Duke Ellington. La versione di riferimento di questo classico scritto da Thad Jones proviene infatti da First Time! The Count Meets The Duke, album del 1962 in cui il produttore Teo Macero riuscì a far incontrare per la prima volta i due grandi band leader con le rispettive orchestre. Dello stesso disco i Manhattan Transfer avevano già reinterpretato Until I Met You (Corner Pocket) in Mecca for Moderns nel 1981. Ospiti d'eccezione di questa versione di To You furono il quartetto vocale The Four Freshmen, gruppo tra i più influenti nella storia del jazz vocale, il pianista Tommy Flanagan, il bassista Richard Davis e il batterista Philly Joe Jones.
Meet Benny Bailey fu incisa nel 1958 da Quincy Jones per un disco in collaborazione con il bandleader svedese Harry Arnold. L'"incontro" nel titolo è con Benny Bailey, trombettista be bop che all'epoca suonava nell'orchestra di Arnold e che è anche il solista principale nel brano composto da Jones.
Il brano che diede maggior risalto a Vocalese fu la particolare versione di Night in Tunisia di Dizzy Gillespie realizzata dai Manhattan Transfer e Jon Hendricks in collaborazione con Bobby McFerrin che per la sua interpretazione e l'arrangiamento vocale vinse i suoi due primi Grammy Award in coabitazione, rispettivamente, con Hendricks e Cheryl Bentyne.

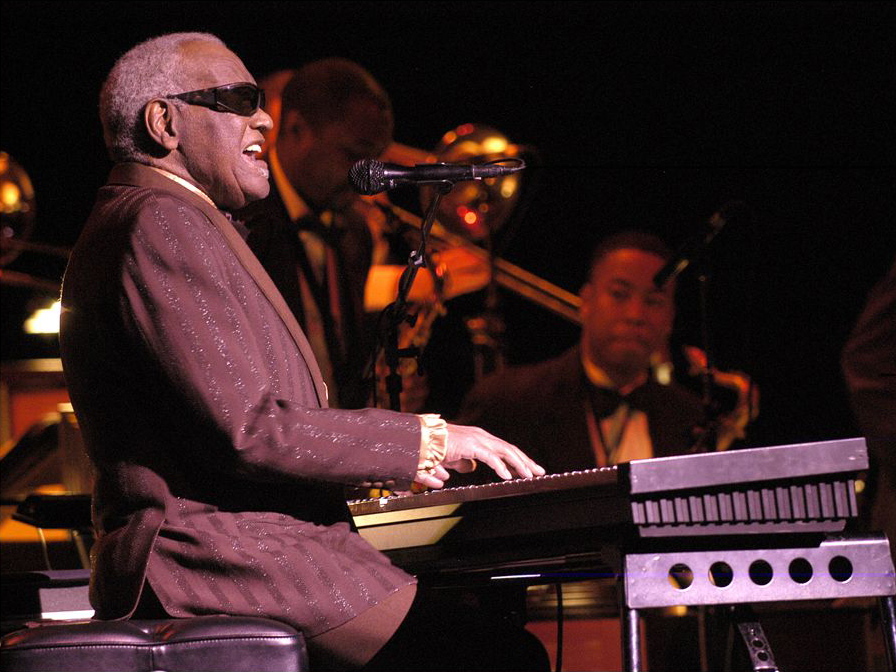
Ray's Rockhouse è basata su un rhythm and blues di Ray Charles del 1956.

Ray' Rockhouse è la rivisitazione di un rhythm and blues di Ray Charles inciso in versione strumentale nel 1956 con il titolo Rockhouse. Il brano fu pubblicato in un singolo nel 1958 (suddiviso nelle due facciate come Rockhouse Part 1 e Part 2) e successivamente nell'album What'd I Say del 1959. La Atlantic Records lo inserì poi in una raccolta del 1970 intitolata The Best of Ray Charles. La canzone, pubblicata dai Manhattan Transfer anche come singolo, è un ritmato rock realizzato completamente con strumenti elettronici in cui è protagonista la voce di Janis Siegel, sulla falsariga di alcuni vecchi hit dei Manhattan Transfer come Operator e The Boy From New York City. La parte centrale di Ray's Rockhouse, della quale fu distribuito anche un videoclip per la promozione dell'album, contiene un vibrante assolo in stile scat di Jon Hendricks.
Come Rambo, anche Blee Blop Blues è un classico di Count Basie e anche qui i Manhattan Transfer furono accompagnati dalla sua orchestra. La versione di base è del 1952 con gli assoli di Joe Newman e Eddie "Lockjaw" Davis reinterpretati in chiave vocalese.

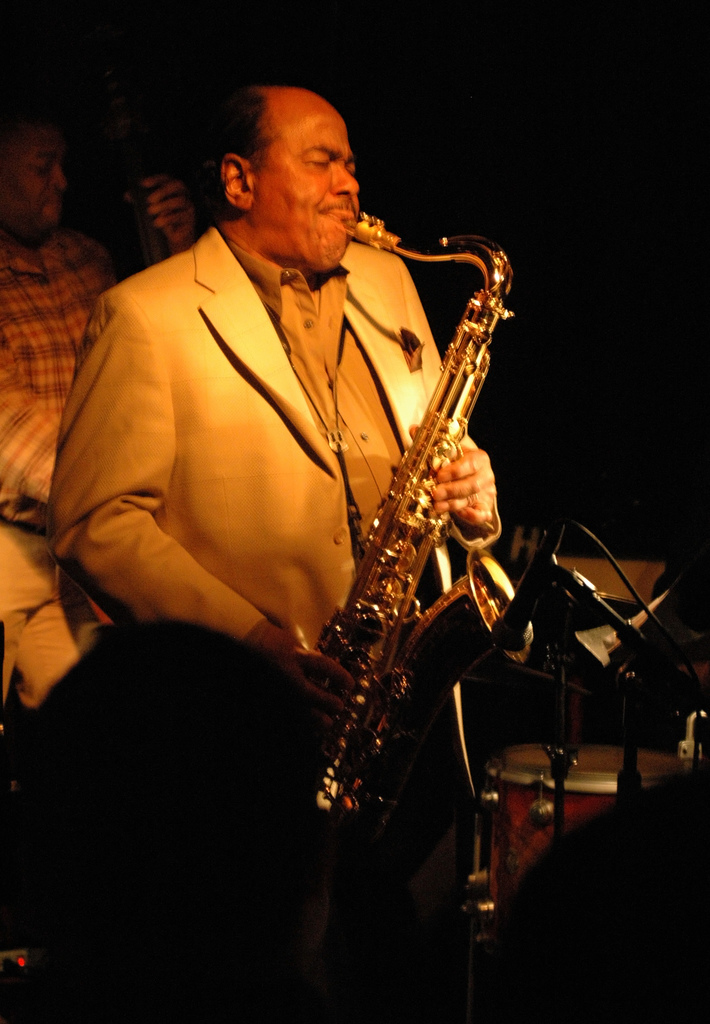
That's Killer Joe e Oh Yes, I Remember Clifford sono composizioni del sassofonista Benny Golson.

I Remember Clifford fu scritta da Benny Golson in memoria del trombettista Clifford Brown, uno dei grandi nomi dell'hard bop, scomparso prematuramente nel 1956 a soli 25 anni. Golson la incise prima con l'orchestra di Dizzy Gillespie, poi con Lee Morgan nel 1957 e quindi con Art Farmer e i Jazztet nell'album Meet The Jazztet, lo stesso da cui proviene That's Killer Joe.. Il brano fu in seguito eseguito da decine di jazzisti come omaggio al grande trombettista. L'interpretazione dei Manhattan Transfer, reintitolata Oh Yes, I Remember Clifford, si basa su quella del 1960 dei Jazztet il cui pianista all'epoca era McCoy Tyner, ospite d'onore di questa versione insieme al bassista Ron Carter.
Proprio di Clifford Brown è Joy Spring, uno dei suoi pezzi più noti, incisa dal trombettista con il quintetto di cui era leader insieme a Max Roach nel 1954. L'album da cui proviene, originariamente un 10 pollici, intitolato semplicemente Clifford Brown & Max Roach, è stato inserito nella Grammy Hall of Fame nel 1999.. La versione vocalese dei Manhattan Transfer trattiene lo spirito dell'originale e si segnala in particolare per l'interpretazione di Janis Siegel sull'assolo di Brown. Invece, l'assolo di tromba di questa versione è di altro grande trombettista, proprio quel Dizzy Gillespie che per primo aveva omaggiato Clifford Brown.
Composta dal percussionista Denzil DeCosta Best, Move proviene dal repertorio della formazione capitanato da Miles Davis che tra il 1949 e 1950 incise alcuni brani che sono considerati l'inizio dello stile jazzistico noto come cool jazz e che sono poi stati raccolti nel celebre album Birth of the Cool del 1957. La versione originale fu arrangiata da John Lewis e fu incisa da Davis con il cosiddetto nonetto che comprendeva, tra gli altri, Kai Winding al trombone, Max Roach alla batteria, Al Haig al pianoforte, Lee Konitz al sax alto e Gerry Mulligan al baritono. La versione dei Manhattan Transfer, come negli altri brani dell'album, ripete fedelmente quella originale. L'assolo di Davis fu interpretato vocalmente da Janis Siegel, mentre quello di Lee Konitz da Tim Hauser.

## Riconoscimenti
Vocalese ottenne 12 nomination ai Grammy Award del 1986 (produzioni del 1985), secondo solo a Thriller di Michael Jackson nella storia del premio, vincendone tre.
I Manhattan Transfer si aggiudicarono il premio per la miglior interpretazione jazz vocale di gruppo o in duo per l'album.
Inoltre, per Another Night in Tunisia, Bobby McFerrin e Cheryl Bentyne vinsero il premio per il miglior arrangiamento vocale per due o più voci e lo stesso McFerrin e Jon Hendricks vinsero quello per miglior performance vocale maschile in ambito jazz.

## Tracce
1. That's Killer Joe - (Benny Golson, Jon Hendricks) - 5:02
2. Rambo - (J.J. Johnson, Jon Hendricks) - 3:19
3. Airegin - (Sonny Rollins, Jon Hendricks) - 3:19
4. To You - (Thad Jones, Jon Hendricks) - 3:53
5. Meet Benny Bailey - (Quincy Jones, Jon Hendricks) - 3:29
6. Another Night In Tunisia - (Frank Paparelli, John "Dizzy" Gillespie, Jon Hendricks) - 4:12
7. Ray's Rockhouse - (Ray Charles, Jon Hendricks) - 5:06
8. Blee Blop Blues - (William "Count" Basie, Jon Hendricks) - 3:01
9. Oh Yes, I Remember Clifford - (Benny Golson, Jon Hendricks) - 3:45
10. Sing Joy Spring - (Clifford Brown, Jon Hendricks) - 7:07
11. Move - (Denzil DeCosta Best, Jon Hendricks) - 2:49

## Formazione
- The Manhattan Transfer - voce

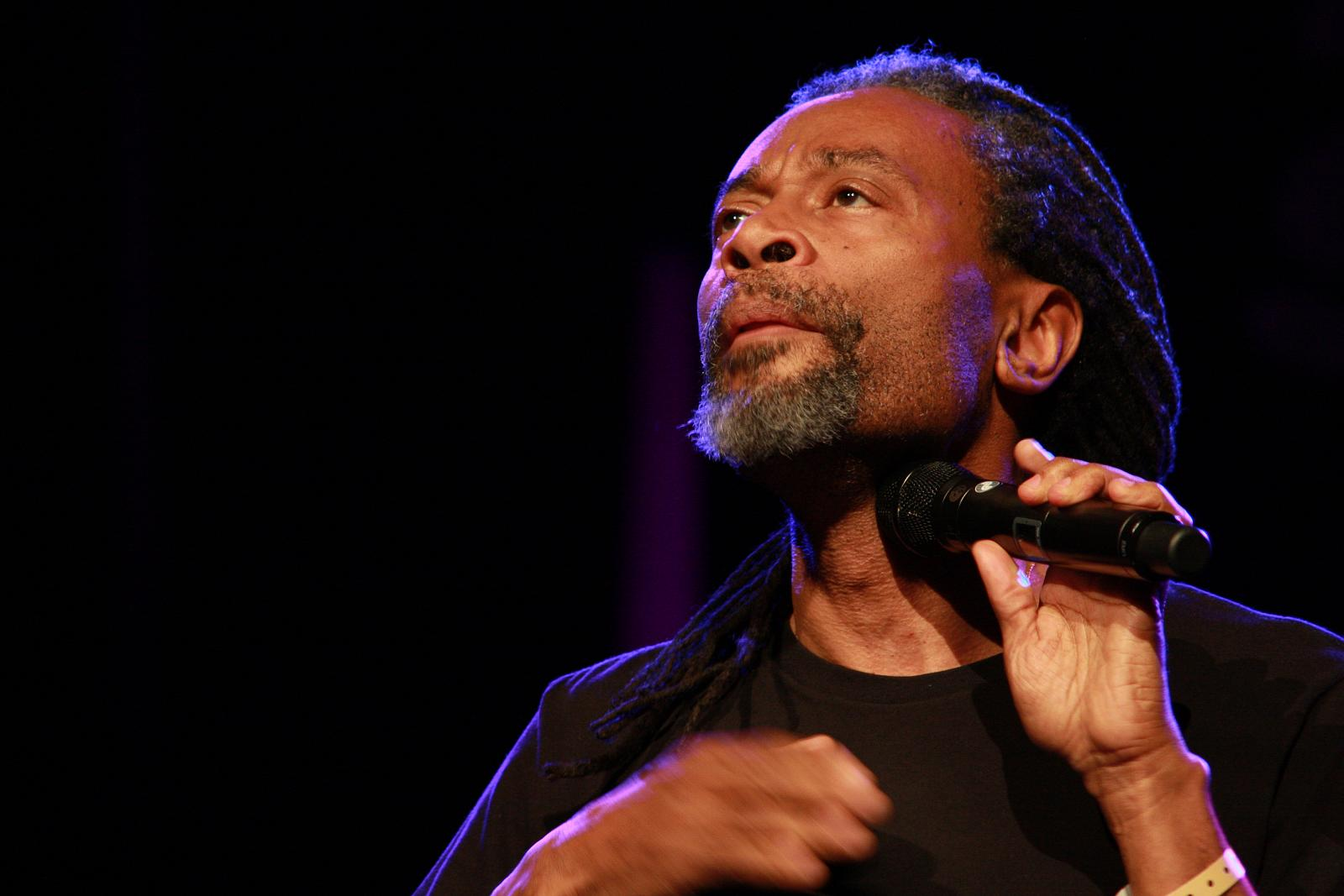
Bobby McFerrin vinse due Grammy Award per la sua collaborazione a Vocalese nel brano Another Night in Tunisia.

  - Cheryl Bentyne - arrangiamento vocale (#6)
  - Tim Hauser - arrangiamento (#1)
  - Alan Paul - arrangiamento vocale (#5, #7)
  - Janis Siegel - arrangiamento vocale (#1-3, #8, #10)
- Jon Hendricks - voce (#3, #6-7)
- Bobby McFerrin - voce, basso elettrico, percussioni, arrangiamento vocale (#6)
- Yeron Gershovsky - sintetizzatore (#1), arrangiamento (#1), arrangiamento vocale (#5), pianoforte (#2-3, #5, #8)
- Wayne Johnson - chitarra (#1, #3, #5), banjo (#5)
- Don Roberts - sassofono baritono (#5, #11), sassofono tenore (#9)
- Alex Blake - contrabbasso (#3, #5)
- Ralph Humphrey - batteria (#3, #5, #10-11)

- John Robinson - batteria (#1)

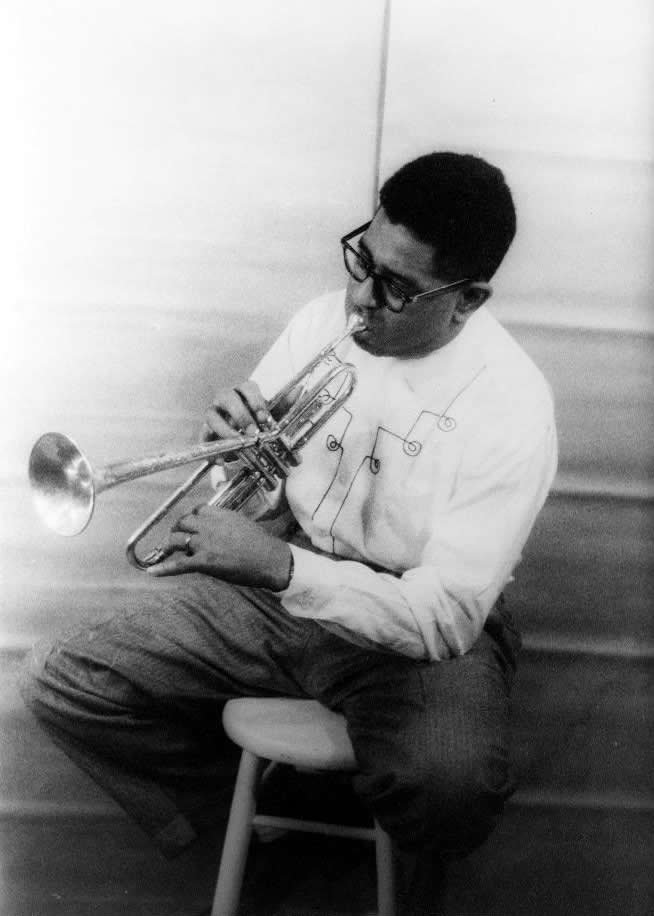
In Vocalese Dizzy Gillespie rese un omaggio a Clifford Brown suonando nella sua Joy Sping.

- Casey Young - programmazione sintetizzatore (#1)
- Freddie Green - chitarra (#2, #8)
- Ray Brown - contrabbasso (#2, #8)
- Grady Tate - batteria (#2, #8, #9)
- Dennis Wilson - arrangiamento e direttore d'orchestra (#2, #8), arrangiamento vocale (#8), trombone (#9)
- Philly Joe Jones - batteria (#4)
- Richard Davis - contrabbasso (#4)
- Tommy Flanagan - pianoforte (#4)
- Dick Reynolds - arrangiamento vocale (#4)
- James Moody - sassofono tenore (#5)
- John Barnes - sintetizzatore, vocoder (#7)
- Craig Harris - programmazione sintetizzatore (#7)
- Ron Carter - contrabbasso (#9)
- McCoy Tyner - pianoforte (#9)
- Phil Mattson - arrangiamento vocale (#9)
- John Patitucci - contrabbasso (#10)
- Walter Davis Jr. - pianoforte (#10)
- John Birks "Dizzy" Gillespie - tromba (#10)
- Marshall Hawkins - contrabbasso (#11)
- Dick Hindman - pianoforte (#11)
- Richie Cole - sassofono contralto
- The Count Basie Orchestra (#2, #8)
  - Sonny Cohn, Johnny Coles, Bob Ojeda (#2), Byron Stripling, Snooky Young (#8) - tromba
  - Clarence Banks, Bill Hughes, Charlie Loper, Mel Wanzo - trombone
  - Eric Dixon, Kenny Hing, Danny House (#2), Marshall Royal, Johnny Williams, Danny Turner (#8) - sassofono
  - Thad Jones - supervisione musicale
- The Four Freshmen - voce (#4)
  - Bob Flanagan
  - Autie Goodman
  - Mike Beisner
  - Rod Henley

### Assoli vocali
Le note di copertina del disco indicano le parti vocali realizzate con la tecnica del vocalese: con riferimento alla versione strumentale originale del brano, è associato ad ogni assolo strumentale l'interprete della replica effettuata con tale tecnica.
| Titolo                      | Interprete               | Assolo originale          | Strumento           | Titolo originale     | Disco originale di provenienza                                                                          |
| --------------------------- | ------------------------ | ------------------------- | ------------------- | -------------------- | --- |
| That's Killer Joe           | Cheryl Bentyne           | Art Farmer                | tromba              | Killer Joe           | 1960 – Art Farmer, Benny Golson, Meet The Jezzlet, LP, PolyGram UCCC-9004                               |
| That's Killer Joe           | Cheryl Bentyne           | McCoy Tyner               | pianoforte          | Killer Joe           | 1960 – Art Farmer, Benny Golson, Meet The Jezzlet, LP, PolyGram UCCC-9004                               |
| That's Killer Joe           | Tim Hauser               | Benny Golson              | sassofono tenore    | Killer Joe           | 1960 – Art Farmer, Benny Golson, Meet The Jezzlet, LP, PolyGram UCCC-9004                               |
| That's Killer Joe           | Alan Paul                | Curtis Fuller             | trombone            | Killer Joe           | 1960 – Art Farmer, Benny Golson, Meet The Jezzlet, LP, PolyGram UCCC-9004                               |
| That's Killer Joe           | Janis Siegel             | McCoy Tyner               | pianoforte          | Killer Joe           | 1960 – Art Farmer, Benny Golson, Meet The Jezzlet, LP, PolyGram UCCC-9004                               |
| Rambo                       | Alan Paul                | Tab Smith                 | sassofono contralto |                      | |
| Rambo                       | Janis Siegel             | J. J. Johnson             | trombone            |                      | |
| Rambo                       | Cheryl Bentyne           | Buck Clayton              | tromba              |                      | |
| Airegin                     | Janis Siegel             | Zoot Sims                 | sassofono tenore    |                      | 1959 – Lambert, Hendricks & Ross, The Swingers!, LP, World Pacific WP 1264                              |
| Airegin                     | Alan Paul, Tim Hauser    | Dave Lambert              | voce                |                      | 1959 – Lambert, Hendricks & Ross, The Swingers!, LP, World Pacific WP 1264                              |
| Airegin                     | Cheryl Bentyne           | Russ Freeman              | pianoforte          |                      | 1959 – Lambert, Hendricks & Ross, The Swingers!, LP, World Pacific WP 1264                              |
| Airegin                     | Jon Hendricks            | sé stesso                 | voce                |                      | 1959 – Lambert, Hendricks & Ross, The Swingers!, LP, World Pacific WP 1264                              |
| To You                      | Alan Paul                | Quentin "Buttler" Jackson | trombone            |                      | 1962 – Duke Ellington & Count Basie, First Time! The Count Meets The Duke, LP, Columbia Records CL 1715 |
| Meet Benny Bailey           | Cheryl Bentyne           | Benny Bailey              | tromba              |                      | 1959 – Quincy Jones, Quincy Jones + Harry Arnold + Big Band = Jazz!, LP, Gambit 89258                   |
| Another Night in Tunisia    | Jon Hendricks            | Charlie Parker            | sassofono contralto | Night in Tunisia     | |
| Ray's Rockhouse             |                          |                           |                     | Rockhouse Part 1 & 2 | 1959 – Ray Charles, What’d I Say, LP, Atlantic Records 8029                                             |
| Blee Blop Blues             | Tim Hauser, Janis Siegel | Eddie "Lockjaw" Davis     | sassofono tenore    |                      | |
| Blee Blop Blues             | Cheryl Bentyne           | Joe Newman                | tromba              |                      | |
| Oh Yes, I Remember Clifford | Alan Paul                | Art Farmer                | tromba              | I Remember Clifford  | 1960 – Art Farmer, Benny Golson, Meet The Jezzlet, LP, PolyGram UCCC-9004                               |
| Sing Joy Spring             | Tim Hauser               | Harold Land               | sassofono tenore    | Joy Spring           | 1954 – Clifford Brown, Max Roach, Clifford Brown and Max Roach, LP, EmArcy MG26043                      |
| Sing Joy Spring             | Janis Siegel             | Clifford Brown            | tromba              | Joy Spring           | 1954 – Clifford Brown, Max Roach, Clifford Brown and Max Roach, LP, EmArcy MG26043                      |
| Move                        | Janis Siegel             | Miles Davis               | tromba              |                      | 1957 – Miles Davis, Birth of the Cool, LP, Capitol Jazz T 762                                           |
| Move                        | Tim Hauser               | Lee Konitz                | sassofono contralto |                      | 1957 – Miles Davis, Birth of the Cool, LP, Capitol Jazz T 762                                           |

## Edizioni
- 1985 – LP, Atlantic Records 781266-1
- 1990 – CD, Atlantic Records 81266-2
- 2010 – Original Album Series, CD (x5), Rhino Records 8122798369

### Singoli
- 1985 – Ray's Rockhouse / Another Night In Tunisia, 45gg, Atlantic Records 7-89533, USA

### Video
In alcune edizioni del disco era allegato una videocassetta in formato VHS o Betamax contenente i videoclip di cinque canzoni tratte dall'album (That's Killer Joe, To You, Blee Blop Blues, Another Night in Tunisia e la hit Ray's Rockhouse) oltre ad una introduzione in cui i quattro presentano il disco in una finta conferenza stampa.
- 1985 – Vocalese VHS, VHS, Warner Home Video, USA